# Ciurul lui Atkin
În matematică, ciurul lui Atkin este un algoritm modern pentru determinarea tuturor numerelor prime până la un număr întreg specificat. În comparație cu ciurul lui Eratostene, care marchează multipli de numere prime, ciurul lui Atkin face unele calcule preliminare și apoi marchează multipli de pătrate de numere prime, obținând astfel o complexitate asimptotică teoretică mai bună. A fost creat în 2003 de Arthur Oliver Lonsdale Atkin⁠(en)[traduceți] și Daniel J. Bernstein.